# ایزوکومن
ایزوکومن (به انگلیسی: Isocomene) یک ترکیب شیمیایی با شناسه پاب‌کم ۱۸۸۱۱۳ است.